# Список графов Эно
Список графов Эно (Геннегау)
На французском языке титул звучит Граф Эно (фр. comtes de Hainaut), на немецком — граф Геннегау (нем. Grafen von Hennegau). Этот титул носили правители графства Эно (Геннегау), располагавшегося на территории современной Бельгии, входившего в состав герцогства Лотарингия.

## Графы приМеровингах
Согласно хронисту XIV века Жаку де Гизу, первым графом Эно являлся легендарный Мадельгер де Фамар (607-677), получивший благословление от Св. Вальберта.

## Графы приКаролингах
- 843—870 : вероятно граф Лотарингии, назначенный императором Лотарем I (возможно Гизельберт, граф в Маасгау)[1].
- 870—880 : Ангерран I, граф Гента, Куртре и Турне, назначен королём Франции Карлом II Лысым[2]
в 880 году Лотарингия переходит к Людовику III Молодому, который назначает нового графа:
- 880-898 : Ренье I Длинношеий (ум.915), сын Гизельберта, графа Маасгау, позже герцог Лотарингии.
В 898 году король Лотарингии Цвентибольд смещает впавшего в немилость Ренье, назначив на его место нового графа
- 898—920 : Сигард (ум. 920)
В 911 году Эно присоединено к Франции, но Сигард сохраняет своё положение.
- 920—925 : Ангерран II, родственник (внук?) Энгеррана I.

В 925 году Лотарингия возвращается в состав Германии, король которой Генрих I Птицелов назначает графом Ренье II, сына Ренье I.

## Дом Ренье
- 925—до 940 : Ренье II (ум. до 940), сын Ренье I
- до 940—958 : Ренье III Длинная Шея (ум.973), сын предыдущего

в 958 году восставший Ренье III был смещен императором Оттоном I, который разделил Эно на 2 части:
| Графы Эно (в Монсе) - 958—964 : Готфрид (ум. 964), вице-герцог Нижней Лотарингии с 959 - 964—973 : Рихер (ум.973) - 973—973 : Рено - 973—974 : Ренье IV (ум. 1013), сын Ренье III. - 974—998 : Готфрид I (граф Вердена) - 998-1013 : Ренье IV (ум. 1013), сын Ренье III. - 1013-1039 : Ренье V (ум. 1039), сын предыдущего - 1039-1051 : Герман (ум. 1051), сын предыдущего |  | Графы (маркграфы) Валансьена - 964—973 : Амори - 973—973 : Гарнье - 973—974 : Ренье IV (ум. 1013), сын Ренье III. - 974—1006 : Арнульф - 1006—1035 : Бодуэн IV Бородатый (ок. 980—1035), граф Фландрии с 988 - 1035—1045 : Бодуэн V Благочестивый (ок. 1012—1067), граф Фландрии с 1035, сын предыдущего; - 1045-1048/1049 : возможно Ренье де Анон - 1048/1049-1051 : Герман (ум. 1051) |

- 1045-1051 : Герман (ум. 1051), объединил графства Монс и Валансьен
жена: Ришильда д'Эгисхейм, возможно дочь Ренье де Анон, маркиза Валансьена.

## Фландрский дом

Первоначальный герб графов Эно

Герб объединенного графства Фландрия и Эно с 1191 года.

- 1051—1070 : Бодуэн I де Монс (ок. 1030—1070), сын Балдуина V Фландрского, также граф Фландрии (Бодуэн VI) с 1067, муж Ришильды, вдовы Германа, графа Эно
- 1070—1071 : Арнульф I, граф Фландрии и Эно, сын предыдущего
- 1071—1098 : Бодуэн II (1056—1098), брат предыдущего. Он потерял Фландрию, захваченную Робертом I Фризоном
- 1098—1120 : Бодуэн III (1088—1120), сын предыдущего
- 1120—1171 : Бодуэн IV (1108—1171), сын предыдущего
- 1171—1195 : Бодуэн V (1150—1195), сын предыдущего, также граф Намюра (Бодуэн I) с 1184, граф Фландрии (Бодуэн VIII) в 1191—1194
- 1195—1202 : Бодуэн VI (1171—1205), сын предыдущего, также граф Фландрии (Бодуэн IX) с 1194, император Латинской империи (Балдуин I) с 1201
- 1205—1244 : Жанна I Константинопольская (1188—1244), дочь предыдущего, также графиня Фландрии;
  - 1211—1233 : Ферран Португальский (1188—1233), первый муж Жанны I, сын Саншу I, короля Португалии;
  - 1237—1244 : Томас II Савойский (1199—1259), сеньор Пьемонта, второй муж Жанны I, сын Томаса I, графа Савойи;
- 1244—1280 : Маргарита I (ок. 1202—1280), графиня Геннегау, дочь Бодуэна VI.
1-й муж: с 1212 (расторгнут в 1221) Бушар д'Авен (1182—1244); 2-й муж: с 1223 Гильом II де Дампьер (1196—1231)

## Дом д’Авен

Герб объединённых графств Эно, Голландия и Зеландия, принятый Жаном I д’Авен

- 1250—1257: Жан (1218—1257), граф-наследник Эно, сын Бушара д’Авен и Маргариты I

- 1280—1304: Жан I (1247—1304), сын предыдущего, также граф Голландии и Зелландии (Ян II) с 1299
- 1304—1337: Гильом I Добрый (1286—1337), сын предыдущего, также граф Голландии и Зелландии (Виллем III)
- 1337—1345: Гильом II (1307—1345), сын предыдущего, также граф Голландии и Зелландии (Виллем IV)

## Баварский дом (Виттельсбахи), Голландская линия

Герб графства Эно во время правления Баварской династии

- 1345—1356 : Маргарита II (1310—1356), графиня Эно, графиня Голландии и Зелландии(Маргарита I), сестра предыдущего.
муж: с 1324 Людовик IV Баварский (1282—1347), император Священной Римской империи.
- 1356—1358 : Гильом V Баварский (1330—1388), граф Эно с 1356, граф Голландии и Зелландии(Виллем V) с 1354, герцог Баварско-Штраубинский (Вильгельм I) с 1347, сын предыдущих.
- 1358—1404 : Альберт I Баварский (1336—1404), граф Эно, граф Голландии и Зелландии, герцог Баварско-Штраубинский (до 1388 — регент), брат предыдущего.
- 1404—1417 : Гильом IV Баварский (1365—1417), граф Эно, граф Голландии и Зелландии (Виллем VI), герцог Баварско-Штраубинский (Вильгельм II), сын предыдущего.
- 1417—1433 : Якоба Баварская (1401—1436), графиня Эно, Голландии и Зелландии, герцогиня Баварско-Штраубинская дочь предыдущего.
1418—1427 : Жан II Бургундский (1403—1427), герцог Брабанта и Лимурга (Жан IV) с 1415, граф Эно (Жан II), Голландии и Зелландии (Ян III) с 1417, 1-й муж Якобы.

В 1428 году Якоба признала своим наследником Филиппа III Доброго, герцога Бургундии, в чью пользу отреклась в 1433 году.

## Династия Валуа,Младший Бургундский дом

Герб Филиппа III Доброго.)

- 1419—1467 : Филипп I Добрый (1396—1467), герцог Бургундии, граф Бургундии и Артуа (с 1419),  маркграф Намюра (с 1429),  герцог Брабанта и Лимбурга (с 1430), граф Геннегау, Голландии и Зеландии (с 1432), герцог Люксембурга (с 1443);
- 1467—1477 : Карл Смелый (1433—1477), герцог Бургундии, Брабанта, Лимбурга, Люксембурга, граф Бургундии, Артуа, Геннегау, Голландии, Зеландии, маркграф Намюра (с 1467), герцог Гелдерна (c 1473), сын предыдущего;
- 1477—1482 : Мария Бургундская (1457—1482), герцогиня Бургундии, Брабанта, Лимбурга, Люксембурга, Гелдерна, графиня Бургундии, Артуа, Геннегау, Голландии, Зеландии, маркграфиня Намюра, дочь предыдущего;
  - 1477—1482 : Максимилиан I (1459—1519), император Священной Римской империи (1486—1519), эрцгерцог Австрии,  Штирии, Каринтии и Крайны (1493—1519), муж предыдущей.
- 1549 год: Эно вошло в состав Испанских Нидерландов.
- 1581 год: Эно в составе Южных Нидерландов
- 1659 год: по Пиренейскому миру к Франции отошла часть Эно.
- 1578 год: по Нимвегенскому мирному договору к Франции отошла часть Эно.
- 1713 год: по Утрехтскому миру Эно вошло в состав Австрийских Нидерландов.
- 1795 год: Эно аннексировано Францией;
- 1815 год: по результатам Венского конгресса Эно вошло в состав королевства Нидерланды, образовав с присоединением некоторых частей Фландрии, Брабанта и Люттиха провинцию Эно;
- 1831 год: Эно вошло в состав королевства Бельгия.

## Графы Эно в современную эпоху

### Саксен-Кобург-Готская династия
- 1859-1865 : Леопольд Фердинанд, старший сын короля Бельгии Леопольда II), позже герцог Брабанта
- 1930-1934 : Бодуэн I, позже король Бельгии

Титул уничтожен в 2001 году, из-за того, что на него имела право девочка.